# Francisco Lucas Mendes
Francisco Lucas Mendes (Lisboa, 1 de agosto de 1973), também conhecido como apenas Francisco Mendes, é um apresentador de televisão, cantor e ator português, filho de Ana Maria Lucas (atriz, apresentadora e Miss Portugal em 1969) e de Carlos Mendes (cantor, compositor e apresentador).
Depois de sair da televisão, onde foi diversos anos apresentador, passou a usar o nome completo, Francisco Lucas Mendes.

## Biografia
Cresceu num ambiente familiar onde a arte era abundante. Desde cedo conviveu com grandes nomes da cena artística portuguesa, como Paulo de Carvalho, Carlos do Carmo, Lauro António, Júlio Isidro, Fernando Tordo, João Maria Tudela, Raúl Solnado, entre muitos outros. Com um pai músico em casa, Francisco aprendeu a cantar com a avó materna, professora de piano, e aos seis anos participou na gravação de um álbum infantil do pai, “Jardim Jaleco”.
Desde pequeno, Francisco frequentava a RTP onde a mãe trabalhava. Aos nove anos, teve um papel na série infantil “Arco Iris”, apresentada por Julie Sargeant e, durante a adolescência, participou em diversos programas, destacando-se o “Mistura Fina” na televisão e “Média Alta” na Rádio Comercial.
Os seus pais separaram-se quando tinha apenas nove anos, uma fase que superou sem dramas. Tem dois irmãos: Miguel, e João, do segundo casamento do pai.
Terminou os estudos secundários na Escola Secundária Padre António Vieira, em Lisboa. Formou-se em Gestão de Empresas Turísticas e Hoteleiras pela Universidade Lusófona, tendo passado por hotéis como o Ritz e o Altis, e mais tarde tornou-se diretor de F&B do Hotel Turim, na Avenida da Liberdade. Trabalhou também no departamento de incoming turístico da Turismo Cruzeiro World Travel e foi responsável por vários projetos de restauração, como o Bar do Peixe, Restaurante Arpão, e a Tasca do Ti Chico.
Em 2000, foi convidado por Tozé Brito para gravar o álbum “Dá-me Luz”, lançado em outubro desse ano, entrando rapidamente para as tabelas de vendas. Nos três anos seguintes, realizou vários espetáculos e participou em programas de TV e rádio.
Em 2004, juntou-se à RTP como uma das novas caras do canal, formando dupla com Isabel Figueira no programa “TOP +” durante quase nove anos. Passou ainda por “Verão Total”, “Dá-me Música”, “Portugal no Coração”, “Praça da Alegria”, entre outros programas.
Participou na primeira edição do “Big Brother Famosos”, ficando em 2.º lugar.
Em 2015, dirigiu a área de comunicação e comercial da Foco Musical – Educação e Cultura e Orquestra Sinfónica de Lisboa. Criou o projeto “Acusticamente Falando” com António Jorge, ex-colega do Top+, tendo já colaborado com Miguel Gameiro e Rita Guerra.
Francisco Mendes também tem carreira como ator, conhecido por pequenas aparições em "A Senhora das Águas" (2001), "Uma Aventura" (2000) ou "Vidas Opostas" (2018/2019), entre outros.
Desde 2000 que tem uma relação com Sara Ribeiro, com quem tem uma filha - Ana Mar. Estiveram separados entre 2014 e 2016, mas atualmente vivem juntos.